# Fermo
Fermo (antiguamente Firmum Picenum) es una ciudad y comuna italiana de la región de las Marcas, capital de la provincia homónima.

## Geografía

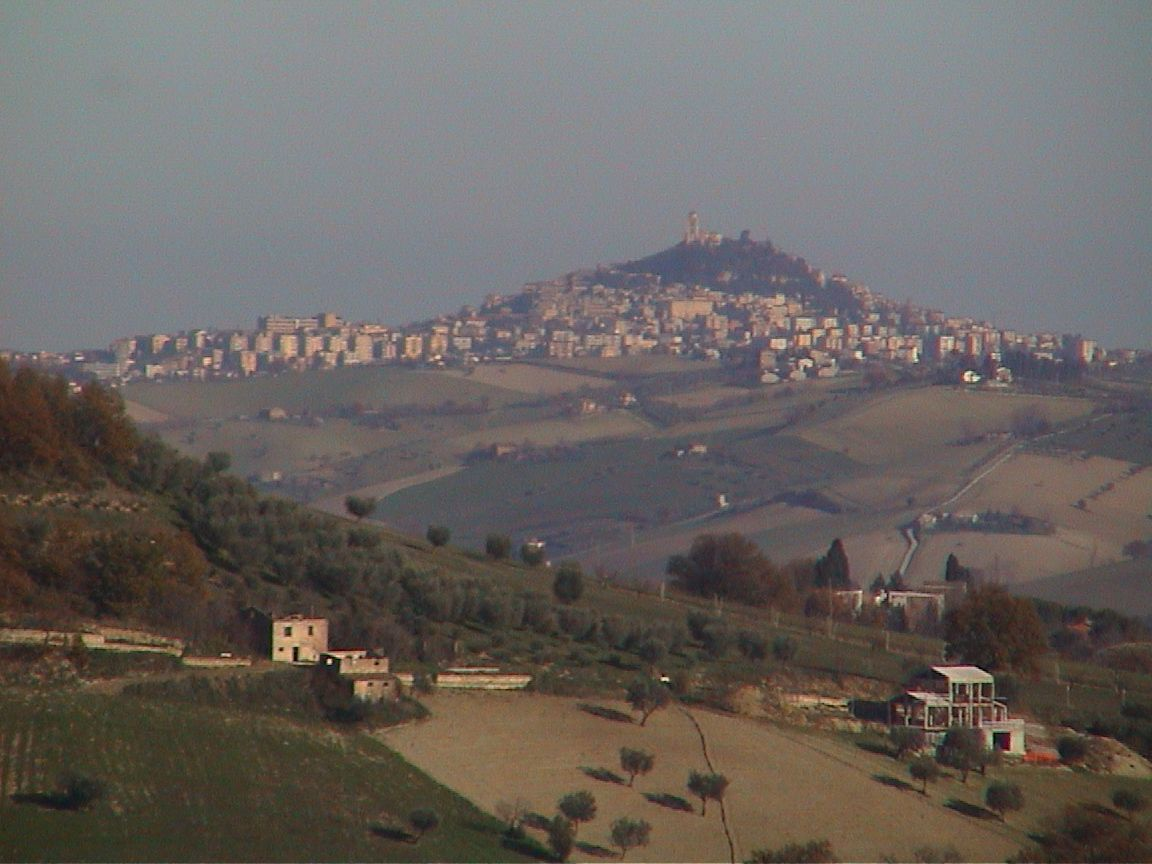
Fermo vista desde el monte.

Fermo se elevan sobre las faldas del monte Sabulo (319 m sobre el nivel del mar), dominando la catedral dedicada a Santa María de la Asunción. Dista 6 km de Porto San Giorgio, 35 km de Macerata, 65 km de Ascoli Piceno y de Ancona.
En la Edad Media fue la ciudad más grande de las Marcas y capital de la Marchia Firmana que se extendía desde Musone hasta el Vasto (Chieti) y desde los Apeninos al mar.
Actualmente la ciudad está dividida en dos partes: la histórica, construida en torno a la cima del monte Sabulo, que permanece casi intacta tras siglos desde su esplendor medieval, y la nueva, que ha sufrido un fuerte incremento demográfico, sobre todo en sus barrios marítimos.

### Fracciones
C. da Boara, Camera, Cantagallo, Capodarco, Cartiera di Tenna, Campiglione, Ete Palazzina, Faleriense, Gabbiano, Girola, Lido di Fermo, Madonnetta d'Ete, Marina Palmense, Moie, Molini Tenna, Montesecco, Parete, Pompeiana, Ponte Ete Vivo, Sacri Cuori, Salette, Salvano, San Biagio, San Lorenzo, San Marco, San Michele, San Tommaso, Santa Caterina, Torre di Palme, Villa San Claudio.

## Historia
Antiguamente la ciudad se llamó Firmum, perteneciendo a la región del Picenum, a unos 65 km de Asculum. No aparece en registros históricos hasta la conquista romana del Picenum. Una vez dominada se estableció una colonia a comienzos de la primera guerra púnica. Permaneció leal a Roma bajo las más adversas circunstancias y, en la segunda guerra púnica, Plinio la menciona como una de las 18 colonias latinas que ayudaron a Roma.
Durante la guerra Social, en el año 90 a. C., era una fortaleza en la que se refugió Pompeyo tras su derrota ante los generales de los italianos Judacilio y Afranio. Allí fue atacado por este último, pero Pompeyo pudo hacerle frente y lo derrotó en una segunda batalla bajo las murallas de la ciudad. En la guerra civil entre César y Pompeyo fue ocupada por el primero sin resistencia.
Bajo Augusto recibió otro grupo de colonos y el título de colonia, y aunque Plinio no le conceda este rango, sí aparece en alguna inscripción y en el Liber Coloniarum.
Era todavía una fortaleza importante a la caída del Imperio y pasó a manos de los ostrogodos. Después fue atacada y ocupada por los bizantinos, pero la reconquistó por Totila, y volvió a ser ocupada por los bizantinos. Fue incluida en el Exarcado de Rávena, del que fue una de las principales ciudades. Fue también sede de un obispado desde el siglo III.

El puerto de la ciudad estaba a unos 8 km, a la desembocadura del río Leta, y se le llamaba Castellum o Castrum Firmanum. La ciudad estaba no muy lejos de la carretera que unía la Via Salaria con la Vía Flaminia, que iba de Septempeda (San Severino), por Urbs Salvia, Firmum y seguía hasta Asculum y su puerto, Castrum Truentinum.

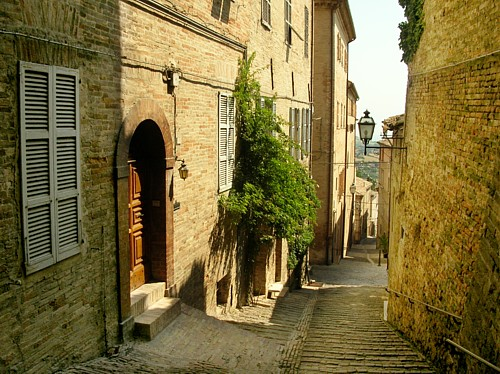
Vista del centro antiguo.

En 756 fue cedida por los lombardos al papa y designada capital de la Marca Fermana o Marca de Fermo (que se extinguió el siglo XIII al unirse administrativamente a la Marca de Ancona). Los obispos de la ciudad se convirtieron en condes de Fermo en el siglo X. En los siglos XII y XIII fue escenario de luchas entre los imperiales (gibelinos) y los güelfos (papistas), siendo la ciudad presa y asediada más de una vez: en 1176 por el arzobispo Cristian de Maguncia, en 1192 por Enrique VI, en 1208 por el duque Marcovaldo de Rávena, en 1241 por Federico II y en 1245 por Manfredo.
En 1199 la comuna se hizo con el poder de la ciudad suplantando el poder temporal del obispo, y desde la mitad del siglo XIII quedó en manos de varios señores que más o menos se reconocen vicarios pontificios: los Monteverdi, Giovanni Visconti, Francisco Sforza (expulsado en 1446), los Migliorati y Oliverotto Euffreducci, asesinado en 1502 por César Borgia, que poco antes había ocupado la ciudad. Ludovico Euffreducci sucedió a su padre hasta su muerte en la batalla de Monte Giorgio en 1520 y entonces pasó a los Estados Pontificios directamente sujetos al Papa. Bajo el gobierno del obispo Segismundo Zanettini (1584) fue elevada por el papa a arzobispado (24 de mayo de 1589), con sedes sufragáneas de Macerata-Tolentino, Montalto, Ripatransone y San Severino.
En 1796 fue ocupada por Francia y, tras formar parte de un par de efímeras repúblicas, con el tratado de Tolentino fue designada cabecera del departamento del Tronto y pasó a la República Cisalpina, que después sería el Reino Napoleónico de Italia. En 1814 fue ocupada por los austríacos y en 1815 volvió a los Estados Pontificios. En 1860 los Estados Pontificios fueran incorporados en Italia y en 1861 fue asignada a la provincia de Ascoli Piceno.
Su resurgimiento económico en los últimos años del siglo XX aconsejó establecer la nueva provincia de la que fue designada capital, hecho que aconteció en 2004.

## Demografía
| Gráfica de evolución demográfica de Fermo entre 1861 y 2001 |
|                                                             |
| Fuente ISTAT - elaboración gráfica de Wikipedia             |

## Ciudades hermanas
- León (México)
- Bahía Blanca (Argentina)